# Musikquizzen
Musikquizzen er et dansk radioprogram, som sendes på DR P4, hver søndag kl. 12:15-14:00. Værten har siden 7. januar 2006 været Kenneth Karskov.
Programmet er udformet som en radioquiz med spørgsmål indenfor kategorierne pop, rock, hip-hop, r'n'b og beslægtede genrer.

## Format
Musikquizzen blev sendt første gang på P3 d. 25. december 2003 kl. 9.10 til 12.00. Musikquizzen var ved sin lancering en moderniseret udgave af radioprogrammet Plader på spil, som blev sendt på DR P3 i firserne og halvfemserne.
Herefter blev Musikquizzen programsat til lørdag kl. 14-16. Programtidspunktet er ændret flere gange i programmets levetid. I februar 2014 skiftede programmet sendedag til søndage og blev udvidet til tre timer. Det gav mulighed for at invitere kendte danskere til at deltage. Sendetidspunkt var her 9-12. men siden d. 12. februar 2017 blev varigheden igen to timer og sendetiden hed 9-11. Den 1. januar 2019 flyttede programmet fra P3 til P4 og blev sendt søndag eftermiddag.
Formen er ændret løbende over programmets levetid. Tidligere modtog lytteren et musikalbum for hvert rigtigt svar, men hvis der undervejs blev svaret forkert, var alle de vundne albums tabt. Hvis der blev svaret rigtigt på 10 spørgsmål, blev der stillet et såkaldt ekspertspørgsmål, der fordoblede lytterens gevinst ved et rigtigt svar.
I dag vinder folk kopper med deltagerens eget navn og det antal rigtige svar, som deltageren har leveret i programmet. Disse kopper bliver specialfremstillet og har været en del af Musikquizzens format på DR P4.
Per 20. Februar 2022 er sende tidspunktet flyttet tilbage til Søndage 12:15 til 14:00.

## Udvikling af programmet
Da i 2014 blev skiftede sendedag - fra lørdag til søndag - blev album-præmierne afskaffet. Derefter vandt deltagerne Musikquizzen brætspil, højttalere eller Musikquizzen kopper. Ved relanceringen i 2014 blev det en fast del af programmet, at en kendt dansker kom i studiet for at quizze. De kendte gæster skulle svare på musikspørgsmål og quizze lytterne i en quiz. Gæsterne har bl.a. været skuespiller Søren Malling, Statsminister Helle Thorning Schmidt, musiker Martin Brygmann, Huxi Bach m.fl.
Musikquizzen er en af DR radios vedvarende succeser. Programmet var et af de mest populære programmer på P3 og er fortsat et af de mest aflyttede programmer på P4. Typiske har radioprogrammet over 500.000 lyttere ugentligt. I uge 39 2008 havde Musikquizzen 596.000 lyttere og en share på 25,4, hvilket svarer til, at hver fjerde person, der har radioen tændt om lørdagen mellem 12-14, lytter til Musikquizzen. Lørdag d. 1. februar 2014 nåede programmets lyttertal op på 735.000, hvilket svarer til 37% af alle de danskere, der havde radioen tændt.
Blandt tidligere værter på programmet er Dan Rachlin, Lisbeth Østergaard og Anders Breinholt. Ingen af dem har dog været oplevet samme succes med formatet, som den nuværende vært.
I oktober 2013 udkom Musikquizzen som brætspil med 2.100 spørgsmål fordelt på seks kategorier. Alle spørgsmål var forfattet af den Musikquizzens nuværende vært Kenneth K. Spillet er i vid udstrækning baseret på radioprogrammet, hvorfor deltagerne vinder cd'er (i pap) ved at svare rigtigt på hvert spørgsmål. Vinderen er den spiller, som først vinder 20 cd'er.

## Priser
Musikquizzen vandt en pris for "Årets radioøjeblik" i 2016. En ung kvinde deltog i en Adele Ekspertquiz, hvor hovedpræmien var to koncertbilletter. Desværre kunne den unge deltager ikke svare rigtigt på et af de sidste spørgsmål. Hun forlod derefter radioprogrammet og var tydeligvis ked af det. Det fik lytterne til at kræve, at værten af programmet ringede deltageren op igen, for holdningen var, at hun skulle have de to koncertbilletter. Den unge pige reagerede med taknemmelighed og glædestårer i radioen. Dette klip blev sidenhen vurderet til at være årets bedste radioøjeblik.
Musikquizzen var også nomineret til en pris ved Prix Radio i 2020. Denne gang var kategorien "Årets lytterindragelse", og nomineringen var på baggrund af juleudsendelsen fra militærlejren i Afghanistan. Musikquizzen d. 22. december 2019 var med de danske soldater, som gjorde tjeneste på basen i Afghanistans hovedstad.

## Gæstequizmaster
I perioden fra 2014-2017 var det et fast element i Musikquizzen at et kendt dansker stillede op som "gæste-quizmaster". Kendissen skal agere quizmaster overfor en radiolytter, og derefter skal han/hun selv testes i musikviden. Her får den kendte danske 10 musikspørgsmål på 1 minut. Resultatet blev sat op på en tavle i radiostudiet i DR Byen.
Gæstequizmaster-rollen har været udbudt til et bredt udsnit af musikere, politikere, komikere, skuespillere mv.
- 23.02.14 Ane Cortzen, tv-vært: 4 rigtige
- 02.03.14 Søren Malling, skuespiller: 1 rigtig
- 09.03.14 Karen Rosenberg, sangerinde: 5 rigtige
- 16.03.14 Margrethe Vestager, politiker: 0 rigtige
- 23.03.14 Martin Brygmann, skuespiller: 8 rigtige
- 06.04.14 Huxi Bach, tv-vært: 3 rigtige
- 27.04.14 Helle Thorning-Schmidt, politiker: 3 rigtige
- 04.05.14 Tim Christensen, sanger: 10 rigtige
- 11.05.14 Anders Breinholt, tv-vært: 7 rigtige
- 18.05.14 Christian Bitz, tv-vært: 7 rigtige
- 25.05.14 Claus Elming, tv-vært: 4 rigtige
- 01.06.14 Christopher, sanger: 7 rigtige
- 15.06.14 Stine Bramsen, sangerinde: 2 rigtige
- 22.06.14 Adam Duvå Hall, tv-vært: 5 rigtige
- 29.06.14 Dan Jørgensen, politiker: 3 rigtige
- 17.08.14 Nikolaj Koppel, tv-vært: 5 rigtige
- 24.08.14 Morten Resen, tv-vært: 6 rigtige
- 31.08.14 Christian Stadil, erhvervsleder: 9 rigtige
- 07.09.14 Lasse Rimmer, komiker: 8 rigtige
- 14.09.14 Peter Palshøj, tv-vært: 6 rigtige
- 21.09.14 Simon Kvamm, sanger: 8 rigtige
- 28.09.14 Omar Marzouk, komiker: 3 rigtige
- 05.10.14 L.O.C., musiker: 6 rigtige
- 12.10.14 Peter Sommer, sanger: 7 rigtige
- 26.10.14 Rasmus Walter, sanger: 8 rigtige
- 02.11.14 Barbara Moleko, sangerinde:1 rigtig
- 09.11.14 Raske Penge, musiker: 2 rigtige
- 16.11.14 Søren Rasted, musiker: 5 rigtige
- 23.11.14 Nabiha, musiker: 4 rigtige
- 07.12.14 Hans Philip fra Ukendt Kunstner, musiker: 5 rigtige
- 14.12.14 Anders Lund Madsen, tv-vært: 1 rigtig
- 21.12.14 Lina Rafn, musiker: 4 rigtige
- 04.01.15 Geo, komiker: 7 rigtige
- 11.01.15 Søren Malling, skuespiller: 2 rigtige
- 18.01.15 Morten Østergaard, politiker: 3 rigtige
- 25.01.15 Jacob Riising, tv-vært: 4 rigtige
- 01.02.15 Lars Løkke Rasmussen, politiker: 1 rigtig
- 08.02.15 Felix Smith, tv-vært: 4 rigtige
- 22.02.15 Tobias Dybvad, komiker: 6 rigtige
- 01.03.15 Ulla Essendrop, tv-vært: 5 rigtige
- 08.03.15 Søren Pape, politiker, 1 rigtig
- 15.03.15 Andrea Elisabeth Rudolph, cremedronning, 0 rigtige
- 29.03.15 Morten Messerschmidt, politiker, 2 rigtige
- 12.04.15 Iben Maria Zeuthen, radiovært: 2 rigtige
- 19.04.15 Johanne Schmidt-Nielsen, politiker, 7 rigtige
- 26.04.15 Nikolaj Steen, musiker
- 03.05.15 Rasmus Tantholdt, journalist: 4 rigtige
- 10.05.15 Lisbeth Østergaard, tv-vært: 6 rigtige
- 17.05.15 Benny Engelbrecht, politiker: 3 rigtige
- 24.05.15 Louise Wolff, tv-vært: 7 rigtige
- 31.05.15 Wafande, musiker, 4 rigtige
- 07.06.15 Katja K, Suzie La Cour, 5 rigtige
- 14.06.15 Nikolaj Koppel, tv-vært, 5 rigtige
- 21.06.15 Kesi, musiker: 7 rigtige
- 28.06.15 Christian Degn, tv-vært: 9 rigtige
- 23.08.15 Inger Støjberg, politiker: 6 rigtige
- 30.08.15 Thomas Skov Gaardsvig, tv-vært: 7 rigtige
- 06.09.15 Thomas Warberg, komiker: 6 rigtige
- 13.09.15 Anders Breinholt, tv-vært, 8 rigtige
- 20.09.15 Rasmus Bjerg, komiker, 3 rigtige
- 27.09.15 Kim Bildsøe Lassen, tv-vært, 3 rigtige
- 04.10.15 Simon Jul, entertainer, 7 rigtige
- 11.10.15 Huxi Bach, tv-vært: 7 rigtige
- 25.10.15 Claus Elming, tv-vært: 6 rigtige
- 01.11.15 David Mandel, radiovært: 8 rigtige
- 08.11.15 Shaka Loveless, musiker: 7 rigtige
- 15.11.15 Rene Dif, musiker, 1 rigtig
- 22.11.15 Cecilie Beck, journalist, 6 rigtige
- 29.11.15 Peter Falktoft, journalist, 9 rigtige[9]
- 06.12.15 Simon Talbot, komiker, 6 rigtige
- 13.12.15 Sofie Linde, tv-vært, 10 rigtige
- 10.01.16 Torben Chris, komiker, 7 rigtige
- 17.01.16 Citybois, musikgruppe
- 24.01.16 Søren Malling, skuespiller, 3 rigtige
- 31.01.16 Basim, musiker
- 07.02.16 Xander, musiker, 6 rigtige
- 14.02.16 Joachim Ingversen, 3 rigtige
- 28.02.16 Nikolaj Stokholm, skuespiller
- 06.03.16 Bubber, tv-vært
- 13.03.16 Emma Holten, feminist, 8 rigtige
- 03.04.16 Ida Auken, politiker, 3 rigtige
- 10.04.16 Jacob Wilson, komiker, 3 rigtige
- 17.04.16 Pernille Skipper, politiker, 3 rigtige
- 24.04.16 Christian Degn, tv-vært, 9 rigtige
- 01.05.16 Nikita Klæstrup, blogger, 7 rigtige
- 08.05.16 Christopher, sanger, 7 rigtige
- 15.05.16 Kristian Jensen, politiker, 6 rigtige
- 22.05.16 Felix Schmidt, 5 rigtige
- 29.05.16 Petra Nagel, tv-vært, 9 rigtige
- 05.06.16 Mikkel Kryger, tv-vært, 7 rigtige,
- 12.06.16 Emil Goll, sanger, 9 rigtige
- 19.06.16 Morten Resen, tv-vært, 9 rigtige
- 26.06.16 Abdel Aziz Mahmoud, tv-vært, 1 rigtig
- 03.07.16 P3 værter
- 14.08.16 Linda P, komiker, 3 rigtige
- 21.08.16 Pia Olsen Dyhr, politiker, 3. rigtige
- 28.08.16 Nikolaj Koppel, musiker, 4 rigtige
- 04.09.16 Christopher Læssø, skuespiller, 3 rigtige
- 11.09.16 Thomas Skov, tv-vært